# ETERNO
ETERNO（エテルノ）は2003年から2012年までJVCケンウッド（2011年7月以前は日本ビクター）が製造、および販売を行っていたミニコンポのブランド（商標）。
世界で初めて開発に成功した木製コーン（ウッドコーン）をスピーカーに採用した。レシーバーアンプの全機種が音楽CDの再生のみならず、DVD-VideoやDVD-Audioの再生にも対応している。アンプはビクターが開発したデジタルアンプのDEUSを採用。スピーカーはフルレンジスピーカーの型と、ウッドドームツィーターとウッドコーンウーハーを搭載した2wayの型がある。また、スピーカーはETERNOという商品名ではないがフルレンジ型を除き単体でも販売していた。

## ラインナップ
システムコンポーネント
- EX-A1

8cmフルレンジウッドコーンをスピーカーに採用。本体はシルバー。DVDプレーヤー搭載。
- EX-A3

上記のEX-A1の後継となるシステムで9cmフルレンジウッドコーンをスピーカーに採用。本体はシルバー。レシーバーアンプには新たにデジタル音声の更なる高密度再生を実現するK2テクノロジーを搭載。
- EX-AR3 Limited

台数限定モデル。上記のEX-A3をベースにスピーカーシステムのキャビネット内に楽器のように竹響板を配置し、吸音材にもメイプル材を採用するなど木が持つ効果を存分に引き出す施策を次々と重ね、重厚な低音と解像度の向上を実現した。
- EX-A5

11cmウッドコーンウーハーと2cmウッドドームツイーターの2wayスピーカーモデル。本体はゴールド。DVDプレーヤー搭載。
- EX-A10

このモデルはセパレート式を採用。11cmウッドコーンウーファーと2cmウッドドームツイーターの2WAYスピーカーはバイアンプシステムで音の解像度を高めたモデル。
EX-A10 → 2WAYウッドコーンスピーカーセット＆ステレオレシーバー（アンプ）
XV-EXA10 → EX-A10のオプション扱いのDVDプレーヤー。MP3だけではなく、DivXの再生が可能となっている。
- EX-AR7

先述の台数限定モデルのEX-AR3 Limitedの好評を受けて、特殊部品の安定供給方法の検討を重ね、限定モデル並みのクオリティをもつ量産モデルにしてETERNOシリーズの最終モデル。
スピーカー
- SX-WD5

EX-A5のスピーカーと同じ2wayタイプ。
- SX-WD8

ウーハーを2つ搭載し、低音の力強さを増強。センタースピーカー向けのデザイン。
- SX-WD10

SX-WD8のトールボーイタイプ。